# 弓削薩摩
弓削 薩摩（ゆげ の さつま）は、奈良時代の貴族。姓は連のち宿禰。道鏡の従兄弟で、弓削牧夫の子とする系図がある。官位は従五位下・能登員外介。

## 経歴
天平宝字8年（764年）7月に一族の弓削浄人が連姓から宿禰姓に改姓しており、薩摩も同時に改姓したか。同年9月に発生した藤原仲麻呂の乱における功労により、10月になってから従五位下・下野員外介に叙任される。天平神護3年（767年）下野国の国司らの不正行為（正税の未納・官有物の横領）を発見した、東山道巡察使・淡海三船によって薩摩だけが責任を問われ、外出や職務を行うことを禁じられる。のち、薩摩は恩赦を受けるが、三船はなおも弁舌をふるって薩摩を罪に問おうとしたため、巡察使を解任されている。同年8月に陰陽助に任ぜられ、神護景雲3年（769年）には能登員外介と再び地方官を務めた。
光仁朝の宝亀6年（775年）2月、弓削宿禰姓の氏人が弓削連姓に戻されたが、翌7年（776年）の勅により、既に没していた薩摩は改姓を免れている。

## 官歴
『続日本紀』による。
- 時期不詳：正六位上
- 天平宝字8年（764年） 10月7日：従五位下。10月28日：下野員外介
- 天平神護3年（767年） 6月5日以前：辞下野員外介。8月29日：陰陽助
- 神護景雲3年（769年） 6月9日：能登員外介
- 宝亀6年（775年）2月8日以前：卒去